# Videoteatro
Il videoteatro è un fenomeno teatrale che, nel suo significato più specifico, sviluppa varie forme di interazione con gli strumenti video. In senso lato, tale interazione si esprime, più in generale, con i moderni mezzi tecnologici, secondo le loro varie e mutevoli potenzialità, e tendenzialmente cercando di valorizzarne dal punto di vista artistico i continui progressi. Storicamente ha avuto in Italia una particolare vivacità e forza creativa, affermandosi a cavallo tra gli anni settanta e gli anni ottanta nell'ambito della Postavanguardia, nel quale gli attori in scena interagivano con strumenti di riproduzione di immagini in movimento, generalmente monitor o videoproiettori; nel caso in cui le sequenze riprodotte non fossero registrate ma riprese in simultanea con l'azione scenica, si utilizzavano anche strumenti di cattura quali telecamere fisse o mobili.
Questo genere di sperimentazioni non si limitava solo all'utilizzo del video in scena come strumento drammaturgico, ma spesso le performance stesse divenivano oggetto di una trascrizione elettronica, generando opere autonome dallo spettacolo teatrale (videoclip, video artistici, promoclip, eccetera).
In questa prima fase, il videoteatro fu soprattutto l'incontro fra le avanguardie teatrali (nel loro complesso sviluppo novecentesco) e le tecniche cinematografiche e televisive, queste ultime nelle loro espressioni più innovative, sperimentali ed anticonformiste; alle spalle, comunque, permaneva l'eredità di secolari intrecci e contaminazioni fra il teatro e le altre discipline artistiche (musica, danza, pittura, scultura, poesia, ecc.)
Il vertiginoso e variegato sviluppo delle innovazioni tecnologiche ha arricchito il campo d’azione del videoteatro, rendendo sempre più aperte ed imprevedibili le connessioni con la videoarte, l'informatica, la virtual reality, i socialmedia. In questo contesto, non sempre l'elemento teatrale mantiene la sua valenza, ed infatti oggi si preferisce utilizzare il termine multimedialità, specialmente a riguardo delle forme più estreme ed avanzate di sperimentazione tecnologica.
In termini complessivi, si può dunque definire videoteatro ogni tipologia di performance tecnologica, nel senso di eventi teatrali che utilizzano in scena varie forme di tecnologia principalmente video, ma mantenendo più o meno marcatamente un elemento di centralità sulla dimensione propriamente teatrale. Deve comunque essere chiaro che «il videoteatro non è semplicemente la riscrittura elettronica di un testo teatrale, ma una forma di spettacolo autonoma, che reinventa il linguaggio della messinscena teatrale utilizzando strumenti elettronici, rivolgendosi ad un pubblico che non è quello tradizionale del teatro, né quello della televisione (..) Il videoteatro, dunque, non è un genere spettacolare, ma è integratore e assimilatore di vari modi e tecniche espressive, intermediario tra linguaggi scenici ed elettronica».

## Storia
È interessante notare che, inizialmente, quello che sarebbe poi diventato il videoteatro nacque e si sviluppò in ambienti non teatrali, ma più legati alle sperimentazioni artistiche, come spiega efficacemente Eleonora Belloni:
Questa iniziale tendenza, comunque, assunse col tempo connotazioni diverse, e si ramificò progressivamente nel mondo del teatro, che nelle sue correnti più avanzate iniziò a guardare con sempre maggiore attenzione alle sorprendenti potenzialità dei mezzi video, ma secondo un'ottica di innovazione dello stesso linguaggio teatrale.
In Italia, infatti, a partire dalla fine degli anni settanta, si svilupparono forme teatrali sempre più distanti dalla drammaturgia e dalla parola scritta, e sempre più vicine alle tecnologie (il cinema, in primo luogo, e poi la video arte, il computer, i videogiochi, la musica elettronica), spesso con esiti di suggestiva intensità artistica… a volte, invece, con risultati francamente meno convincenti.

Scrive ad esempio Paolo Puppa, riferendosi a ciò che maturò in quegli anni: 
La fase ‘pioneristica’, comunque, fu relativamente breve. All'inizio per videoteatro, molto superficialmente, si intendeva più o meno il semplice inserimento di uno schermo sul palcoscenico, per proiettare fondali scenografici in movimento o filmati di azioni sceniche. Ma ben presto l'utilizzo delle tecnologie video si evolse dal momento della messinscena al momento dell'idea drammaturgica; e sebbene si tratti, come sottolinea Guido Capanna Piscé, di «due momenti [che] s’intrecciano continuamente, è proprio questa la caratteristica della ricerca drammaturgica sulle nuove tecnologie: non voler e non poter prescindere dalle sperimentazioni sulla scena. La differenza sta nel ruolo che si attribuisce alle immagini video o digitali in scena, che diventano elementi costitutivi del testo drammaturgico e non solo elementi integrativi della messa in scena».
Questa nuova modalità, seppur nata nel solco di un percorso storico propriamente teatrale, non fu ben accetta negli ambienti più tradizionalisti, e infatti non mancarono le polemiche, non di rado anche piuttosto aspre. La risposta, in termini molto semplificati, fu duplice. Da un punto di vista teorico, non fu difficile evidenziare come, nel corso della sua millenaria storia, il teatro si sia sempre dovuto confrontare con la tecnologia, dalle forme più rudimentali alle più sofisticate, adattandovisi ma senza mai perdere la propria identità. Dal punto di vista pratico, i protagonisti del videoteatro non fecero altro che proseguire lungo la propria strada, ottenendo risultati brillanti oppure no. Paolo Ascagni afferma:
E comunque sia, al fondo di tutto emerge sempre con forza che gli antecedenti del videoteatro sono tutti dentro la storia del teatro, a cominciare dal suggestivo mito dell'«Opera d’arte totale» vagheggiato da Richard Wagner (e più recentemente dai tanti affluenti del grande alveo del «Teatro immagine»). Diceva appunto il celebre musicista tedesco:
Il videoteatro e le moderne tendenze multimediali si pongono in una evidente linea di continuità rispetto all'antico percorso dell'«opera d’arte totale»; l'iniziale intreccio fra teatro, opera lirica, musica, danza e arti in genere, si è arricchito dell'apporto delle nuove tecnologie, prima la fotografia, il cinema e la televisione, e successivamente il video in senso lato, il computer, la rete, i socialmedia… e tutto quello che ne deriverà. Ma tanto all'origine quanto nei suoi sviluppi, le radici del grande movimento ispirato dall'«opera d’arte totale» hanno attecchito e si sono espanse in un contesto compiutamente teatrale o strettamente contiguo, come bene evidenzia Anna Maria Monteverdi, indicando alcuni dei riferimenti storico-artistici più rilevanti per la prospettiva videoteatrale, direttamente o indirettamente.
Lungo queste coordinate, un posto a parte lo merita il cosiddetto «Teatro immagine», dove il focus si sposta dalla parola, appunto, all'immagine, con tutte le conseguenze del caso. I nomi celebri, a tal proposito, sono gli americani Robert Wilson e Richard Foreman; in Italia, Giuliano Vasilicò e Amelio «Memé» Perlini.

## Il videoteatro in Italia
In Italia, la storia del videoteatro è legata strettamente all'affascinante stagione delle sperimentazioni e delle innovazioni artistiche delle avanguardie teatrali, nonché della cosiddetta Postavanguardia. Una premessa fondamentale per il teatro alternativo e di ricerca in generale, fu il manifesto pubblicato nel novembre del 1966 in previsione del convegno di Ivrea «Per un nuovo teatro», sottoscritto anche da musicisti, intellettuali e artisti, tra i quali Luca Ronconi, Carmelo Bene, Carlo Quartucci, Roberto Guicciardini, Leo De Berardinis, Giuseppe Bartolucci, Marco Bellocchio, Liliana Cavani, Corrado Augias.
Dagli anni settanta in poi, fu tutto un fiorire di sperimentazioni e di nuove proposte, alcune in interazione con il cinema indipendente, la musica contemporanea, l'arte moderna, quindi anche con modalità prettamente videoteatrali. Ad animare quest’area di avanguardia e postavanguardia furono soprattutto gruppi e collettivi estranei al teatro istituzionale, spesso in aperta contestazione. Ricordiamo il centro di ricerca Beat 72 di Ulisse Benedetti; il Carrozzone, poi Magazzini Criminali, di Federico Tiezzi, Marion D’Amburgo e Sandro Lombardi; lo Studio Azzurro di Fabio Cirifino, Paolo Rosa e Leonardo Sangiorgi; la compagnia Krypton di Giancarlo Cauteruccio; il Falso movimento di Mario Martone; la compagnia Camion e poi il Teatro Studio di Carlo Quartucci; la Societas Raffaello Sanzio di Romeo Castellucci; la Gaia Scienza di Giorgio Barberio Corsetti, Marco Solari e Alessandra Vanzi.
In genere si ritiene che il primo esperimento di videoteatro in Italia vada ascritto al regista Virginio Puecher, nel 1967, per una messinscena de «L’istruttoria» di Peter Weiss, al Piccolo Teatro di Milano. Ma l'esperimento, basato su quattro grandi schermi per trasmettere sia le immagini in diretta dal palco sia alcuni filmati, non ebbe particolari riscontri.
Le cose cambiarono radicalmente negli anni a seguire, ma non è possibile seguire passo passo i tanti rivoli della galassia videoteatrale. Possiamo semplicemente stilare una breve sintesi dei grandi filoni del rapporto fra teatro e video, sulla scorta della sapiente esposizione storico-artistica di Andrea Balzola e Franco Prono, utilizzando l'efficace terminologia da loro stessi proposta.
1. La «trascrizione». Si tratta della semplice ripresa televisiva di uno spettacolo teatrale, prima con una telecamera fissa frontale, poi con l'aggiunta di ulteriori telecamere per i primi piani o le inquadrature da altre direzioni. Il primo esempio coincise con la stessa nascita della RAI; il 3 gennaio 1954 venne infatti trasmessa L’Osteria della posta di Carlo Goldoni. Il passo successivo fu l'«adattamento televisivo», cioè non più una diretta o la registrazione in teatro di uno spettacolo, ma la sua rappresentazione all'interno di uno studio televisivo. Con l'andar del tempo, il cosiddetto teleteatro si fece sempre più audace ed innovativo, in particolare con Luca Ronconi (ed il suo Orlando furioso, anno 1975) e Carmelo Bene, spesso tra feroci polemiche. La RAI, comunque, si avvalse a piene mani dei più grandi attori del teatro italiano, anche per i classici telefilm; per quanto riguarda le produzioni teatrali, fra i grandi registi di questa stagione vanno ricordati anche Eduardo De Filippo, Giorgio Strehler, Luigi Squarzina, Carlo Quartucci.
2. La «sintesi». Questa seconda fase si sviluppò, fondamentalmente, dopo il progressivo allentamento dello stretto rapporto fra RAI e teatro. Il punto di partenza furono i brevi filmati promozionali della tipologia dei trailer cinematografici e dei videoclip musicali, che in mani più abili si trasformarono in sperimentazioni ad hoc, in opere autonome e creative, sganciate dagli spettacoli che in teoria avrebbero dovuto solo pubblicizzare; ed analoga evoluzione riguardò i cosiddetti backstage. Un momento particolarmente significativo fu la trasmissione televisiva, nel 1982, di «Tango glaciale» di Mario Martone. Gli altri nomi importanti di questo periodo sono in gran parte quelli già citati (Studio Azzurro, Magazzini criminali, Societas Raffaello Sanzio, Gaia scienza), a cui dobbiamo aggiungere Tam-Teatromusica di Michele Sambin.
3. La «drammaturgia televisiva». Questa fase rappresenta un ulteriore passo in avanti rispetto all'adattamento di un copione teatrale già esistente, come si era sempre fatto fino ad allora. In questo caso, infatti, si tratta della preparazione di un lavoro inedito, scritto in modalità teatrale ma esplicitamente destinato alla TV, e non al palcoscenico. Lo fece Samuel Beckett con i suoi «teledrammi», lo fece Mario Martone nel 1985, per la RAI, con i tre racconti televisivi intitolati «Perfidi incanti». Questa nuova forma di drammaturgia, comunque, fu solo una breve parentesi: la TV commerciale ormai incombeva…
4. Il «video messo in scena». Questa casistica è la forma più matura del rapporto fra teatro e tecnologie, e rappresenta al meglio la dimensione del videoteatro in sé, nel significato proprio del termine. I monitor, gli schermi, le telecamere interagiscono sulla scena teatrale; le proiezioni video mostrano quel che succede, in diretta, in spazi occultati dal palcoscenico, oppure trasmettono filmati preregistrati e dunque non dal vivo. Il rapporto fra reale e immaginario e fra presente e passato, si sgretola, modificando gli elementi chiave della tradizione teatrale ma al tempo stesso esaltandoli nelle loro infinite potenzialità. Gli esempi più significativi, soprattutto dal punto di vista del loro impatto storico, furono «Punto di rottura» (1979) della compagnia il Carrozzone; «Crollo nervoso» (1980) del loro successore, i Magazzini Criminali; «Prologo a diario segreto contraffatto» (1985) e «La camera astratta» (1987) dello Studio Azzurro.

In tal senso, ebbero un grande ruolo le rassegne dedicate al videoteatro, in particolare il POW-Progetto Opera Video-Videoteatro - poi Scenari dell'Immateriale - organizzato a Narni dal 1984 (dove il fenomeno del videoteatro s'è particolarmente sviluppato), il TTV di Riccione e il Festival 'O Curt di Napoli.
Con la fine degli anni ottanta cala il sipario sulla grande avventura del videoteatro ‘classico’. Solo verso la metà degli anni novanta si determinerà un rinnovato rapporto fra lo schermo e la scena, ma non nel senso delle sperimentazioni video; il cosiddetto Teatro di narrazione (Marco Paolini, Marco Baliani, Ascanio Celestini, Moni Ovadia, Mario Perrotta) si muove infatti su altre coordinate. La ripresa del percorso del videoteatro si è invece affidata a nuovi gruppi con nuove idee, in particolare Motus, Masque Teatro e Accademia degli Artefatti, nati fra il 1991 ed il 1992. Ma per loro, e per le giovani realtà degli anni duemila, il discorso si è allargato anche ai nuovi strumenti tecnologici (informatica, web, socialmedia, computer-grafica), con esiti sempre più multimediali. Non di rado si tratta di gruppi informali ed alternativi, legati ad una dimensione di forte impegno sociale, radicati in metodiche laboratoriali non tradizionali e post-drammaturgiche, senza linee di confine con le punte più avanzate del teatro amatoriale.

## Sperimentazioni recenti
La sperimentazione che oggi nasce all'interno dei nuovi gruppi scenici (attualmente quasi tutti impegnati in operazioni video-teatrali) in realtà elabora una ricerca che ha subìto crisi, ripensamenti e contestazioni interne ed esterne. Fin dall'inizio si è trattato di sperimentatori che vedevano nello spazio del teatro (come successivamente accadrà per la comunicazione e la creatività video) il luogo ove poter riversare una cultura legata al 'frammento' e alla citazione, all'arte della visione e alla sintesi espressiva.
Dal punto di vista della drammaturgia, si nota in modo ancor più accentuato un evidente passaggio dal testo all'ipertesto, cioè ad una dinamica di ‘composizione’ in cui l'autore diventa collettivo, facendo saltare le classiche distinzioni di ruolo tra scrittore, attore e spettatore. Il testo-base di partenza non è più fisso; in un singolo spettacolo nascono improvvisazioni e varianti alternative, che si evolveranno ancora, allo stesso modo, nella replica successiva. In altri termini, prevale la logica del laboratorio rispetto a quella dello spettacolo. «Diventa più importante - spiega Andrea Balzola - il processo di costruzione dell’evento che non il risultato finale. La verifica finale ci deve comunque essere, però è una sorta di tappa perché lo spettacolo dev’essere (o deve poter essere) ripreso e ripensato continuamente».
La ricerca si è ulteriormente evoluta - a partire dalle sperimentazioni teatrali delineatesi verso la fine degli anni settanta - all'insegna del tecnologico e dei media, e nella direzione di una spettacolarizzazione della comunicazione. Le parole e le immagini sono un'unica dimensione, mezzi di comunicazione che "mettono in scena" le loro attrazioni-visioni; la segmentazione dello spazio scenico è abilmente sostituita dalla fiction e dallo schermo, tra frenesia e velocità, simulazione, corpo virtuale e immagine. E questi concetti e linee espressive, ricorrenti in tutto il paesaggio della Postavanguardia italiana di fine Novecento, sono giunti fino alle ondate delle sperimentazioni sceniche contemporanee, che con consapevolezza hanno saputo ampliare il proprio percorso d'azzardo estetico fino alle dinamiche compositive del digitale e del web, per una nuova spettacolarità della comunicazione interattiva e mobile.
Appropriazioni e sconfinamenti hanno via via messo in luce una grande varietà di punti di riferimento. La priorità della ricerca e della sperimentazione, in particolar modo nell'intenso bagliore degli anni ottanta fino alle totalità del XXI secolo, sembra aver conquistato spazi originariamente non suoi, ed una nuovissima fenomenologia dell'entusiasmo creativo si è sviluppata soprattutto tra i livelli comunicativi più sperimentali del videoteatro digitale.
Sono molti i personaggi ed i gruppi che agiscono in questo contesto libero e creativo, e sono virtualmente infinite le possibili connessioni e interazioni fra il teatro, il videoteatro e le più molteplici arti, discipline, tecnologie e militanze socio-politiche. In tal senso, un grande spazio aperto è rappresentato da quel campo di ricerca che viene definito «Performing media», la cui origine, come precisa Carlo Infante, si situa «nell’ambito delle culture digitali e ancora prima del teatro di ricerca affinato ai media, sia radiofonici sia video, in particolare con il videoteatro (..) Un fenomeno che si è poi esteso alle più diverse articolazioni, tra performance e multimedialità (..) Oggi il performing media riguarda sempre più la condizione antropologica data dallo sviluppo delle tecnologie abilitanti, di per sé performanti dei nuovi media interattivi, mobili e geolocalizzati. Ciò determina un nuovo rapporto uomo-macchina (..) e sta creando un nuovo paradigma per ciò che definiamo cultura: il rapporto tra uomo e mondo non è solo mediato da tecnologie ma comporta un’integrazione sensibile tra il naturale e l’artificiale».
Altro versante di particolare interesse è l'ingresso nella dimensione della cosiddetta «Hacker art» ed il suo tentativo di creare un'area interdisciplinare che raccordi la ricerca scientifica ed umanistica, l'arte in generale, i media e le tecnologie nelle loro più varie accezioni, i movimenti sociali ed alternativi, tendenzialmente per lo sviluppo di un decentramento della cultura e del sapere. In quest’ottica, è possibile orientare un nuovo modello che può essere appunto definito «Hacker teatro», da cui si diramano termini ed opzioni come Hacktivism o Artivism, principalmente nel senso di uno stretto legame tra attivismo militante e potenzialità tecnologiche della rete.
Come precisa Giacomo Verde, «l’Hackeraggio è un’attitudine che si può esprimere in diversi contesti. «Hacker» è chiunque non si accontenta del libretto di istruzioni, è chi non si fida degli esperti, è chi vuol provare a ‘metterci le mani’… Il Teatro può esprimere la propria attitudine Hacker ogni volta che utilizza in maniera 'creativa’ delle tecnologie in scena (o per arrivare alla scena), possibilmente svelandone i meccanismi, e senza abusare della ‘magia tecnologica’ che di solito mette lo spettatore in uno stato di ‘inferiorità’ (..) È inoltre importante che l’uso delle tecnologie, sulla o per la scena, produca nuove forme di ‘comunicazione teatrale’. Limitarsi a mettere le macchine al servizio della tradizione non permette di liberarne tutte le potenzialità». 
È evidente che le nuove frontiere del nuovo videoteatro si spostano sempre più in là. Tutto questo procedere di cinema e mass-media, di media ibridati e nuove tecnologie, di ritrovate funzioni progettuali ed organizzative, di vigorose riscritture - sempre all'insegna della contaminazione - sembra essere solo l'inizio di un qualcosa di veramente e profondamente innovativo, da un punto di vista strettamente spettacolare, di avanzamento tecnologico e di ritrovata prospettiva teorica. Con le sperimentazioni presenti nel videoteatro digitale, e sempre più multimediale, andiamo ben oltre al teatro documentato o semplicemente filmato, per realizzare invece un assieme di tecnica e creatività, plasticità delle visioni e priorità del corpo, flussi elettronici e gestualità pura, racconto naturale e reinvenzione del linguaggio scenico.